# Absturzsicherung (Maschinenbauteil)
Als Absturzsicherung bezeichnet man im Maschinenbau eine technische Sicherheitsvorrichtung, die einen Schutz gegen unkontrolliertes Herabfallen oder Absinken von Baugruppen durch die Einwirkung der Schwerkraft bietet.
Bauelemente können unkontrolliert absinken, wenn die Antriebsenergie (Luft- oder Hydraulikdruck oder Versorgungsspannung) ausfällt, die Steuerung fehlerhaft ist oder Bauteile versagen (z. B. Bruch der Kolbenstange eines Zylinders, Reißen eines Seiles oder Lösen von Befestigungselementen). Außerdem kann es durch unsachgemäße Demontage von Befestigungselementen ausgelöst werden.
Eine Absturzsicherung benötigt eine bestimmte Übergeschwindigkeit, um wirksam zu werden und die Bewegung zum Stillstand zu bringen.

## Geschichte
Absturzsicherungen waren im Bergbau bei Förderkörben üblich. Sie bestanden hier aus massiven Holzbalken, in die sich beim Reißen des Förderseiles Stahlklauen eingruben, den Förderkorb bremsten und zum Stillstand brachten. Eine solche Vorrichtung befindet sich z. B. noch in der Grube Alte Elisabeth in Freiberg.

## Maschinenbau
Im Maschinenbau versucht man möglichst den Absturz von Baugruppen von vornherein durch Gewichtsentlastung, selbsthemmende Getriebe oder Klemmung im Ruhezustand zu verhindern. Durch mehrere redundant wirkende Antriebssysteme kann ein Absturz ebenfalls verhindert werden.
Unterstützend können Bauteile mit einem Sicherheitsfaktor überdimensioniert werden und Befestigungselemente wie Muttern formschlüssig gegen unbeabsichtigtes Lösen gesichert werden.
Ist dies nicht möglich, bestehen verschiedene Möglichkeiten:
- Federbelastete Klemmhülsen klemmen Schlitten oder Kolbenstangen bei Druckabfall der Hydraulik oder Pneumatik
- Ventile am Hydraulikzylinder fallen zu und verhindern ein Absinken trotz Druckabfall in der Leitung
- Keilmechanismen werden durch die Beschleunigung beim Absturz ausgelöst und verhindern den Absturz durch Reibschluss
- Ein Seil oder eine Kette verbinden das abstürzende Bauteil mit einem Mechanismus, der ähnlich wie ein Sicherheitsgurt beim Auto bei zu hoher Bewegungsgeschwindigkeit blockiert

## Hebebühnen
Bei Hebebühnen kommen oft mechanische Sicherungen zum Einsatz, bei welchen zwei Sperrklinken abwechselnd in eine Zahnstange einrasten. Damit ist höchstens ein Absturz um einen Zahn möglich, so dass sich keine hohe Absturzgeschwindigkeit aufbauen kann.

## Seilwinden
Bei Seilwinden kommen entweder selbstsperrende Schneckengetriebe oder mit Federkraft einrastende Sperrklinken zum Einsatz, um einen Absturz der Last durch Ausfall der Antriebsenergie (im einfachsten Fall Loslassen der Antriebskurbel) zu verhindern.

## Aufzüge
Bevor man eine ausreichende Sicherheit durch zuverlässige Materialien und hohe Sicherheitsfaktoren in den tragenden Bauteilen erreichen konnte, waren Aufzüge sehr unsicher.
Die erste selbsttätig wirkende Absturzsicherung für Aufzüge wurde 1853 von Elisha Graves Otis erfunden, der damit den Grundstein für sein heute noch existierendes Unternehmen legte.
Ähnliche Bauarten werden noch heute, insbesondere in Hochhäusern, verwendet. Wenn der Aufzugskorb sich zu schnell bewegt, greifen zuerst Bremsen am Fahrkorb ein. Wenn die Geschwindigkeit damit nicht ausreichend reduziert wird, wird der Fahrkorb mittels der Fangvorrichtung zum Stillstand gebracht. Dies funktioniert auch im stromlosen Zustand, da diese nur rein mechanisch ausgelöst wird.
Es gibt drei verschiedene Fangvorrichtungstypen: Keil-, Rollen- und Gleitfangvorrichtung.